# Altes Feuerwehrhaus Süd (Heslach)

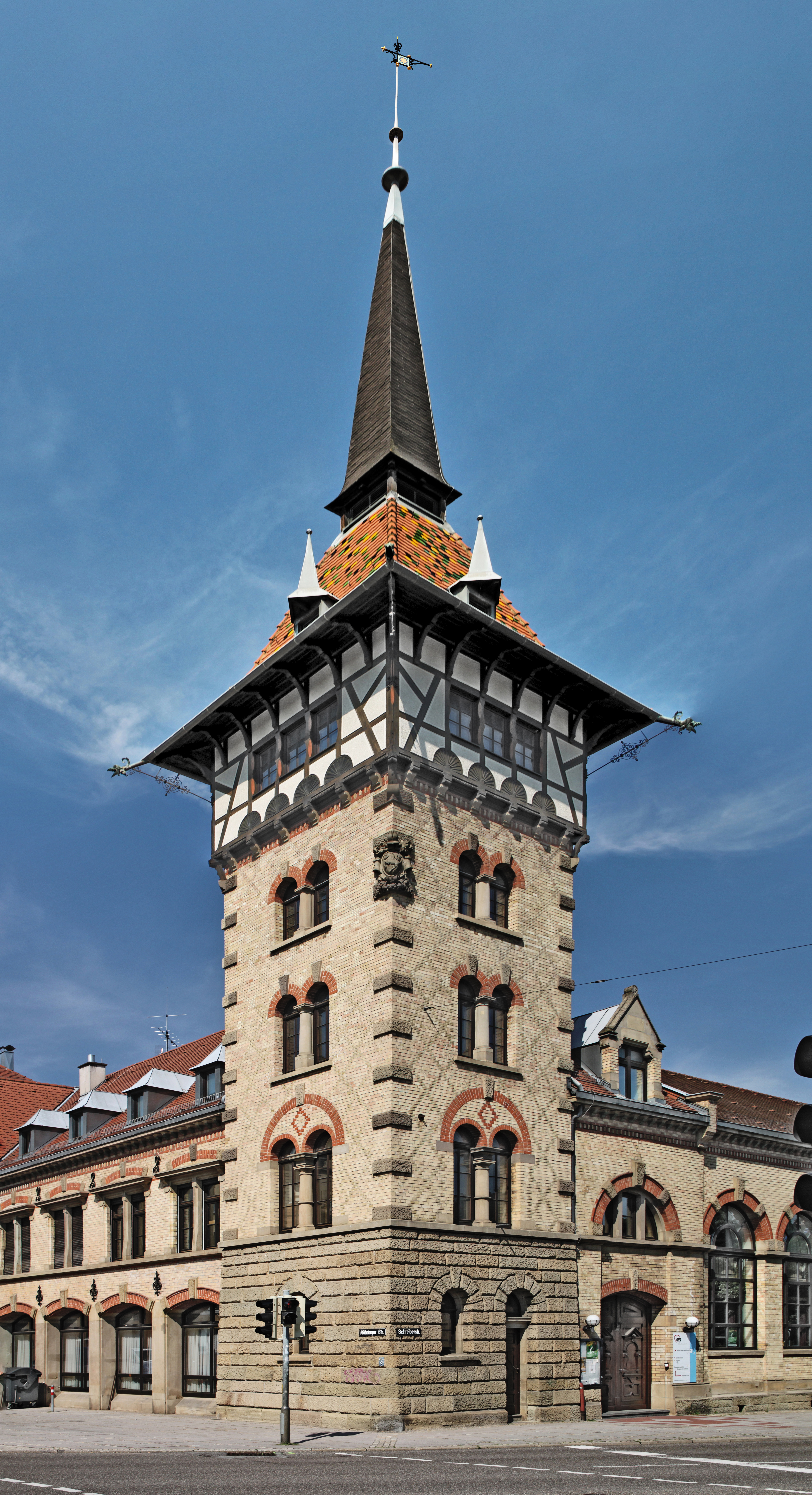
Altes Feuerwehrhaus

Das Alte Feuerwehrhaus ist ein denkmalgeschütztes Gebäude im Stuttgarter Stadtteil Heslach (Stuttgart-Süd) und gilt als erste und älteste Feuerwache der Stadt. Es wurde 1888 eingeweiht und diente ursprünglich als Feuerwehrhaus der Freiwilligen Feuerwehr. Heute fungiert es als Begegnungs- und Stadtteilzentrum, betrieben von der Arbeiterwohlfahrt.

## Geschichte
Am 5. August 1888 wurde das Alte Feuerwehrhaus feierlich eröffnet. Es markierte das 25-jährige Bestehen der Freiwilligen Feuerwehr Karlsvorstadt (heute Heslach), die nach dem verheerenden Eppler’schen Brand von 1863 gegründet wurde. Das Gebäude wurde von Emil Mayer, dem damaligen Stadtbaurat, entworfen und diente neben der Unterbringung von Geräten und Fahrzeugen auch der Brandüberwachung durch seinen markanten Schlauchturm.
Während des Ersten Weltkriegs rückte die Feuerwehr häufig wegen Fliegeralarms aus, trotz begrenzter technischer Möglichkeiten. Mit der Übernahme durch die Berufsfeuerwehr am 30. September 1920 wurde die Freiwillige Feuerwehr aufgelöst. In den folgenden Jahrzehnten diente das Gebäude verschiedenen sozialen Zwecken: Es beherbergte ein Waisenhaus, eine Suppenküche und später eine Turnhalle für die Schreiber- und Lerchenrainschule. Während des Zweiten Weltkriegs wurde es als Lager genutzt.
Nach dem Krieg wurde die Nutzung als Volksküche fortgeführt, bevor in den 1960er-Jahren neue soziale Initiativen, wie die Frauengruppe „Blaustrümpfler“ unter der Leitung von Helene Schoettle, das Gebäude prägten. Ein geplanter Abriss konnte durch den Denkmalschutz des Turms verhindert werden.

## Heutige Nutzung
Seit 1979 wird das Gebäude von der Arbeiterwohlfahrt Stuttgart als Begegnungs- und Servicezentrum betrieben. Es bietet Räumlichkeiten für kulturelle Veranstaltungen, Treffen und Feste. Neben einer Begegnungsstätte für Senioren stehen ein großer Saal, Besprechungsräume sowie eine Küche zur Verfügung.

## Architektur
Das Gebäude wurde im Stil des Historismus der späten 1880er-Jahre errichtet und besticht durch seine burghafte Erscheinung mit einer hellen Ziegelfassade, Sandsteinumrahmungen der Türen und Fenster sowie Stufengiebeln an den Straßenfronten. Der markante Schlauchturm, der das Bauwerk bis heute dominiert, erfüllte ursprünglich eine Doppelfunktion: Er diente sowohl der Brandüberwachung als auch dem Trocknen der Feuerwehrschläuche.
Charakteristische Elemente des „altdeutschen Stils“ sind die Fachwerkausbildung des Turms, das stark überstehende Zeltdach und der exotische Wasserspeier, die dem Bauwerk einen romantisierenden Akzent verleihen. Diese architektonischen Merkmale unterstreichen den repräsentativen Anspruch des Gebäudes, das als eine der ersten Feuerwachen Stuttgarts auch ein Symbol für den Schutz und die Organisation der Stadt war.
Im Laufe der Zeit wurde die ursprüngliche Gestaltung punktuell verändert, etwa durch die Umwandlung des einstigen Fahrzeugtores in eine Tür. Dennoch bleibt die ursprüngliche Nutzung des Gebäudes erkennbar, insbesondere in der ehemaligen Fahrzeughalle, die heute als Foyer und Veranstaltungsraum dient. Durch Sanierungsmaßnahmen, die auf den Erhalt des historischen Charakters abzielen, wurde das Alte Feuerwehrhaus behutsam modernisiert.

## Räumlichkeiten
Erdgeschoss
Der „Große Saal“ im Erdgeschoss umfasst 311 m² und verfügt über eine Bühne sowie Platz für bis zu 279 Personen. Eine 100 m² große Empore ergänzt den Saal und kann entweder separat oder gemeinsam mit dem Saal genutzt werden. Im Keller hinter der Bühne befinden sich Umkleideräume, Sanitäranlagen und Duschen für Künstler. Darüber hinaus steht eine Selbstversorgerküche zur Verfügung.
Gegenüber dem Großen Saal befinden sich zwei kleinere Foyerräume, die jeweils 27 m² groß sind und Platz für bis zu 14 Personen bieten. Diese Räume können einzeln für Besprechungen oder gemeinsam für größere Veranstaltungen genutzt werden, da die Trennwände flexibel geöffnet werden können.
Erster Stock
Im ersten Stock gibt es einen Besprechungsraum mit einer Fläche von 70 m², der für etwa 40 Personen ausgelegt ist. Daneben befindet sich ein 49 m² großer Raum, der als Begegnungsstätte der AWO genutzt wird. Diese beiden Räume sind durch eine variable Holztrennwand verbunden und können bei Bedarf zusammengelegt werden.